# Wilhelm Morgner

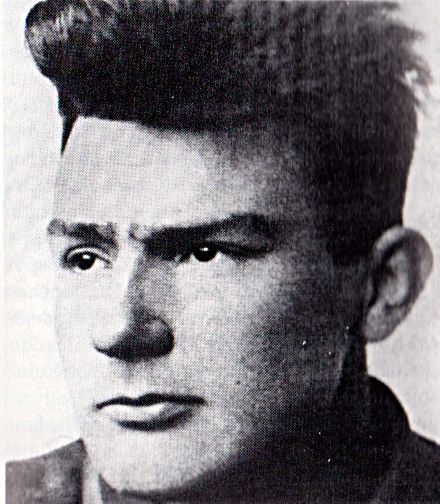
Wilhelm Morgner

Wilhelm Morgner (* 27. Januar 1891 in Soest; † 16. August 1917 bei Langemark in Westflandern) war einer der bedeutenden westfälischen Maler und Grafiker des Expressionismus.

## Leben
Wilhelm Morgner war Sohn eines nach Soest zugewanderten früheren Militärmusikers, der später als Schaffner bei der Eisenbahn arbeitete; die Mutter, Maria Morgner, stammte aus Soest. Sie war künstlerisch interessiert und veröffentlichte 1920 einen Gedichtband. Der Vater starb am 27. November 1892, und die Erziehung von Wilhelm und seinen Schwestern lag ganz in den Händen der Mutter. Schon aus seiner frühen Kindheit sind künstlerische Neigungen bekannt.
Er besuchte nach der Volksschule in seiner Heimatstadt das Archigymnasium, weil seine Mutter es gerne gesehen hätte, dass er evangelischer Pfarrer würde. Neben seiner wachsenden Begeisterung für das Malen spielte für Morgner – als Schüler Außenseiter und Rebell – die Schule nur eine Nebenrolle, und er erkundigte sich nach Ausbildungsmöglichkeiten als Maler. Er verließ das Gymnasium als Einjähriger (ein Wehrpflichtiger mit höherem Schulabschluss). 1908 übersiedelte er auf Anraten von Otto Modersohn, gebürtiger Soester und Mitbegründer der Malerkolonie in Worpswede, dorthin, wo er die private Kunstschule von Georg Tappert besuchte. Dort erlernte er eine handwerkliche Grundausbildung als Maler. Tappert veranlasste Morgner auch zu intensiven Naturstudien und machte ihn mit der modernen Kunst bekannt. Dort entstanden erste künstlerische Arbeiten. Seine Themen suchte er zunächst im Alltag der Bauern, Holzfäller oder Steinbrucharbeiter. Mit Tappert pflegte er bis zu seinem Tod einen intensiven Kontakt. Es ist ein ausführlicher kunsttheoretischer Briefwechsel der beiden erhalten.

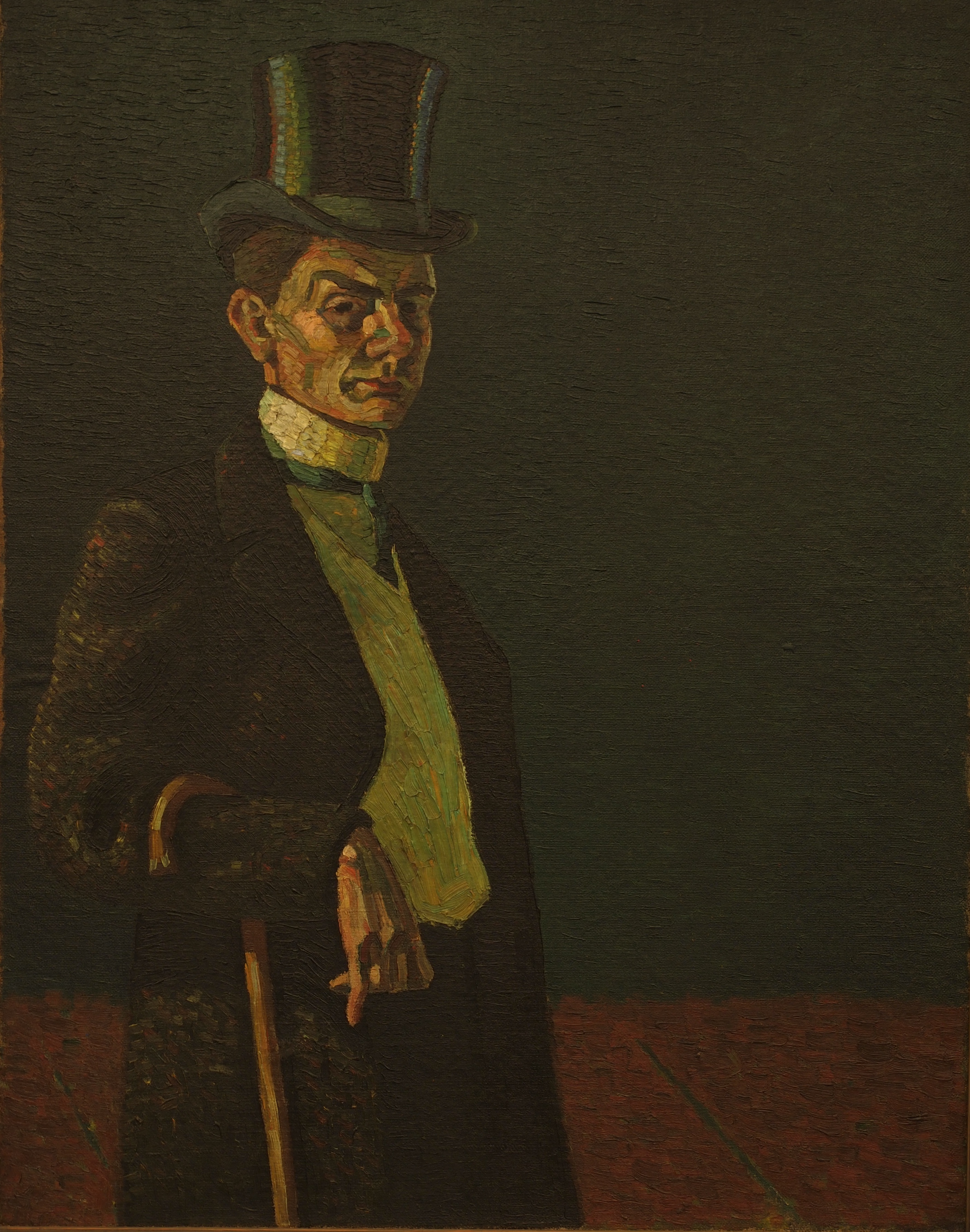
Selbstbildnis IV (Gehrock), 1910

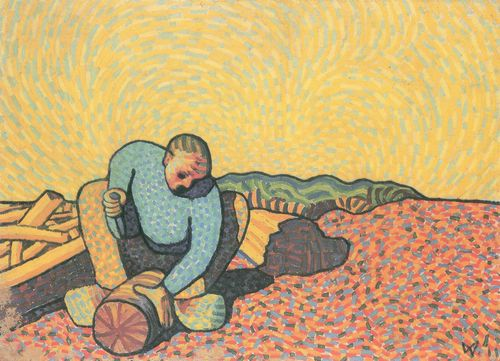
Der Holzarbeiter, 1911, gezeigt auf einer Ausstellung der „Neuen Secession“

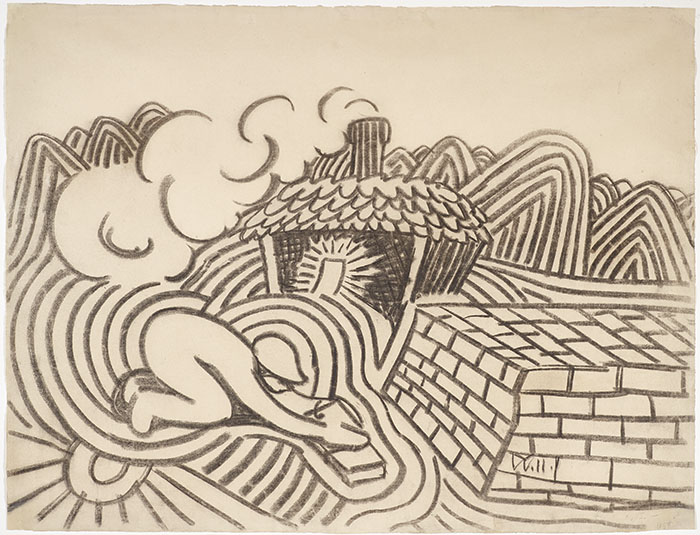
Der Ziegelbäcker, Kohlezeichnung, 1911, abgebildet im Almanach der „Der Blaue Reiter“

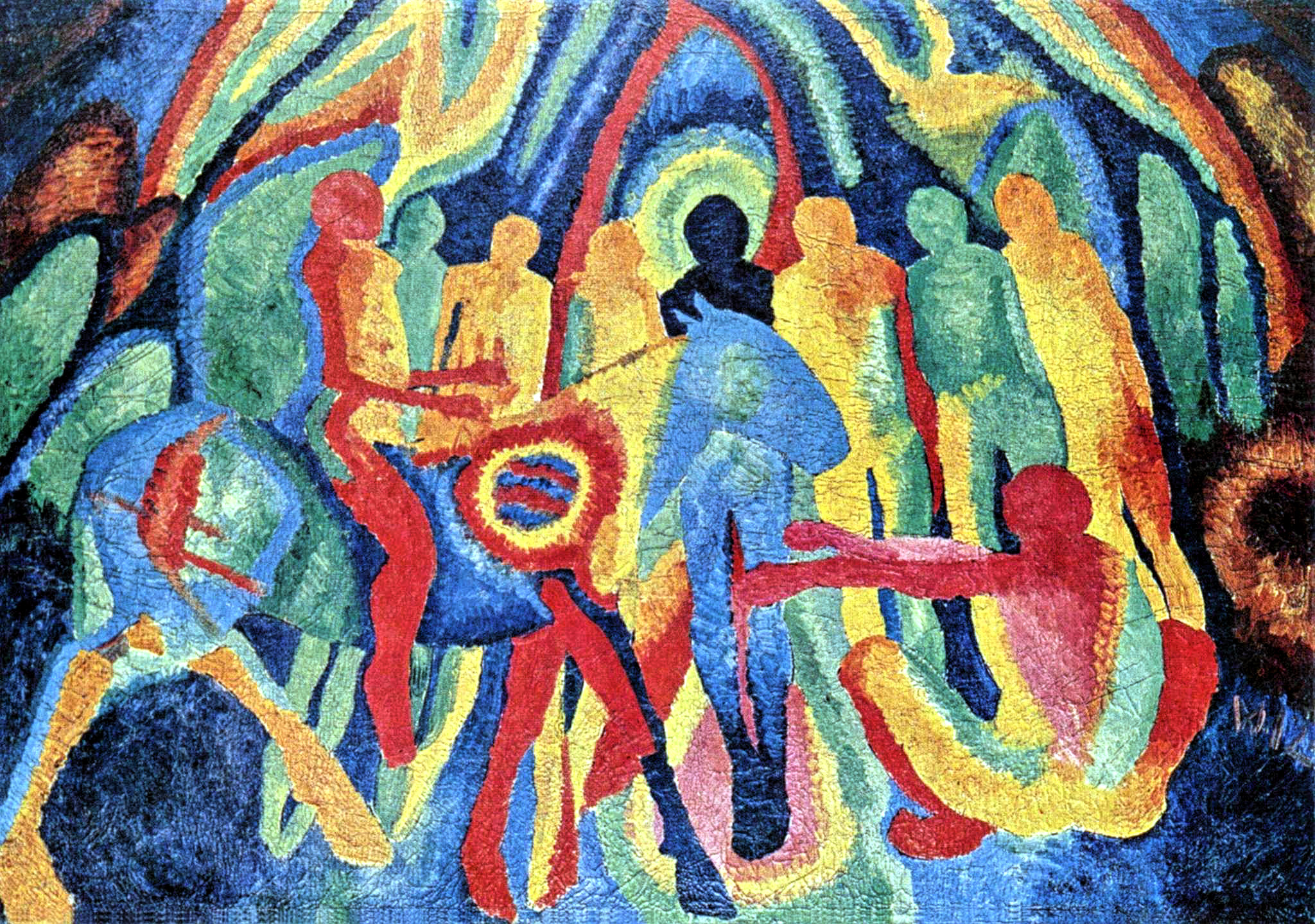
Einzug in Jerusalem, 1912

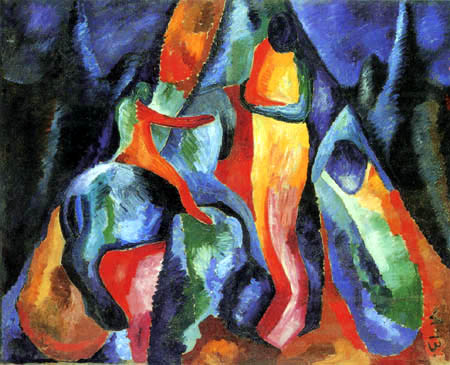
Reiter mit zwei Figuren, 1913

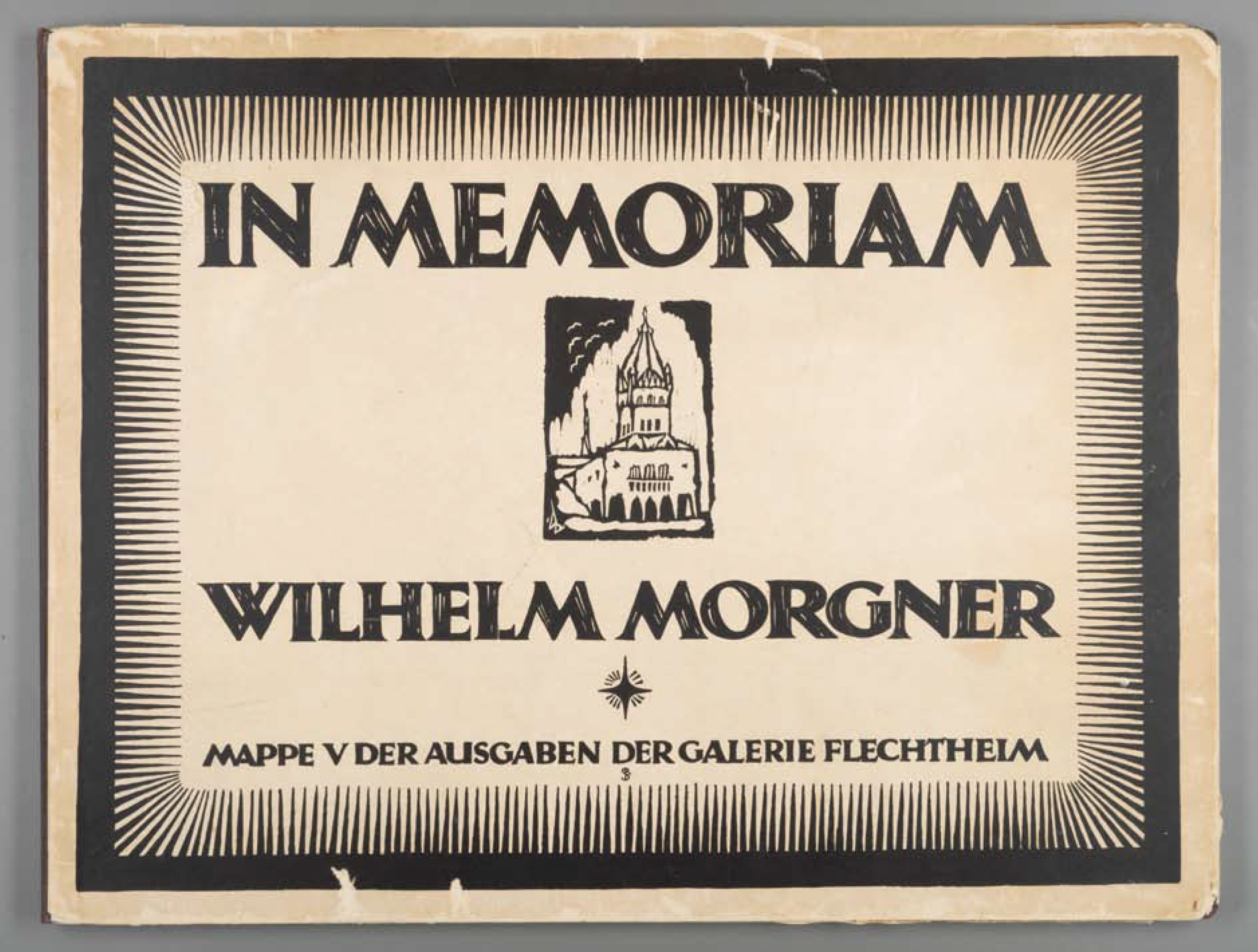
Grafik-Mappe "In Memoriam Wilhelm Morgner", 1920

Morgner kehrte 1909 nach Soest zurück, wo er sich in der Stadt und der Umgebung Ateliers einrichtete. Im selben Jahr konnte er in Soest seine Bilder erstmals ausstellen. Im Jahr 1910 besuchte er für kurze Zeit erneut die Malschule von Tappert, die sich inzwischen in Berlin befand. Tappert, der neben dem Präsidenten Max Pechstein der 1. Vorsitzende der „Neuen Sezession“ in Berlin war, ermöglichte Morgner den Zugang zur modernen Kunstszene in Berlin. Mit den Künstlern Arnold Topp, Wilhelm Wulff und Eberhard Viegener war Morgner freundschaftlich verbunden. In Berlin kam er 1911 mit Franz Marc zusammen, der von einigen Arbeiten Morgners beeindruckt war. Marc leitete einige Arbeiten an Kandinsky nach München weiter, der ebenfalls von den Werken angetan war. In Berlin wurde Herwarth Walden, der Herausgeber der Zeitschrift Der Sturm, auf Morgner aufmerksam. Dort wurden auch einige seiner Arbeiten veröffentlicht.
Infolge seines wachsenden Renommees konnte Morgner seine Arbeiten in wichtigen Ausstellungen zeigen. Von 1911 bis 1913 nahm er an Ausstellungen der „Neuen Secession“ in Berlin, des „Blauen Reiters“ in München und des „Sonderbundes“ in Köln teil. Durch Walden vermittelt konnte Morgner 1913 auch an einer Ausstellung in Budapest teilnehmen. Ebenso war er an der 4. „Ausstellung der Juryfreien“ in Berlin und in der Ausstellung „Deutsche Graphik“ in Tokio vertreten. Er veröffentlichte seit 1913 auch in der Kunstzeitschrift Die Aktion.
1913 erfolgte die Einziehung zum Militär. In dieser Zeit konnte er den Kontakt zu Tappert weiter aufrechterhalten und einige Werke ausstellen. Allerdings konnte er während der Militärzeit keine Gemälde mehr malen. Sein Werk beschränkte sich in jener Zeit auf Zeichnungen und Aquarelle.
Zu Beginn des Ersten Weltkrieges nahm er an der Westfront an mehreren Schlachten teil. Noch 1914 wurde er wegen einer Fußverletzung in ein Lazarett in Berlin eingeliefert. Auf Heimaturlaub in Soest lernte er den Maler Eberhard Viegener kennen. Nach seiner Genesung diente er 1915 an der Ostfront und wurde zum Unteroffizier befördert. Er erhielt auch das Eiserne Kreuz zweiter Klasse. Wegen einer Erkrankung folgte ein weiterer Lazarettaufenthalt. Er diente 1916 als Zeichner in Bulgarien und Serbien. Weihnachten 1916 konnte er in Soest verbringen. Im Jahr 1917 tat er zunächst wieder Dienst in Serbien. Mitte Mai wurde er nach Flandern versetzt. Er starb bei Kampfhandlungen bei Langemarck, als er sich der Gefangennahme durch britische Soldaten widersetzte.
Auf Grundlage eines Vertrages zwischen Maria Morgner, Georg Tappert und Alfred Flechtheim zur Vermarktung des Nachlasses von Wilhelm Morgner legte Tappert 1920 einen handschriftlichen Katalog über Morgners Werke an, in dem 235 Gemälde, 1.920 Zeichnungen und Aquarelle, 67 Druckgrafiken und 2 Holzreliefe erfasst wurden. Dieser Katalog bildet noch immer eine Grundlage zum Werk des Künstlers. Alfred Flechtheim präsentierte eine umfangreiche Einzelausstellung mit Werken Morgners 1920 in seiner Galerie in Düsseldorf. Die Galerie veröffentlichte die Grafik-Mappe „In Memoriam Wilhelm Morgner“ mit sieben Linolschnitten und einem Holzschnitt sowie einem Einleitungstext von Theodor Däubler und der Westfalenballade von Adolf von Hatzfeld. Die Grafiken wurden in einer Auflage von 50 Exemplaren postum unter Aufsicht von Tappert gedruckt und von Maria Morgner mit „Frau Morgner“ signiert. Zeitweise hatte Tappert auch die Rechte an Morgners Werk, ehe der Mutter Unregelmäßigkeiten auffielen und sie die Rechte zurückforderte. Ein Teil seiner Werke wurde 1937 als „entartet“ verfemt und 94 Werke wurden aus den Museen in Berlin, Bochum, Dortmund, Duisburg, Düsseldorf, Erfurt, Essen, Hamburg, Hamm, Köln, Mönchengladbach, Mülheim an der Ruhr, Münster, Recklinghausen, Soest und Barmen beschlagnahmt. 1938 wurden acht Bilder auf der Berliner Ausstellung „Entartete Kunst“ gezeigt.
Werke von Wilhelm Morgner sind in zahlreichen Sammlungen von Museen im In- und Ausland vertreten. Die Stadt Soest verfügt mit 60 Gemälden und über 300 Aquarellen, Zeichnungen und Druckgrafiken über die größte Sammlung an Arbeiten Wilhelm Morgners. Eine weitere große Sammlung an Arbeiten befindet sich im LWL-Museum für Kunst und Kultur in Münster. In seiner Heimatstadt Soest wurde 1962 das Kunstmuseum Wilhelm-Morgner-Haus eröffnet, in dem neben Wechselausstellungen ständig eine Auswahl der Gemälde und graphischen Arbeiten Morgners gezeigt wird.

## Werk
Obwohl die Schaffenszeit von Morgner nur kurz war, sind 200 teilweise großformatige Gemälde und 2000 Zeichnungen von ihm bekannt. In seinem Werk werden Einflüsse der französischen Fauves und der deutschen Expressionisten deutlich.
Die anfangs betont naturalistische Malweise ließ er hinter sich. Schon in seinem Frühwerk ist die Tendenz zu einer immer abstrakter werdenden Bildsprache erkennbar. Diese wurde durch die Bekanntschaft mit der Kunst von Robert Delaunay, Alexej von Jawlensky und vor allem Wassily Kandinsky noch gefördert. Mit den „Ornamentalen Kompositionen“ und „Astralen Kompositionen“ malte Morgener 1912 seine ersten ungegenständlichen Bilder. Heute werden die Arbeiten Morgners u. a. auch dem Stil des „Westfälischen Expressionismus“ zugeordnet.

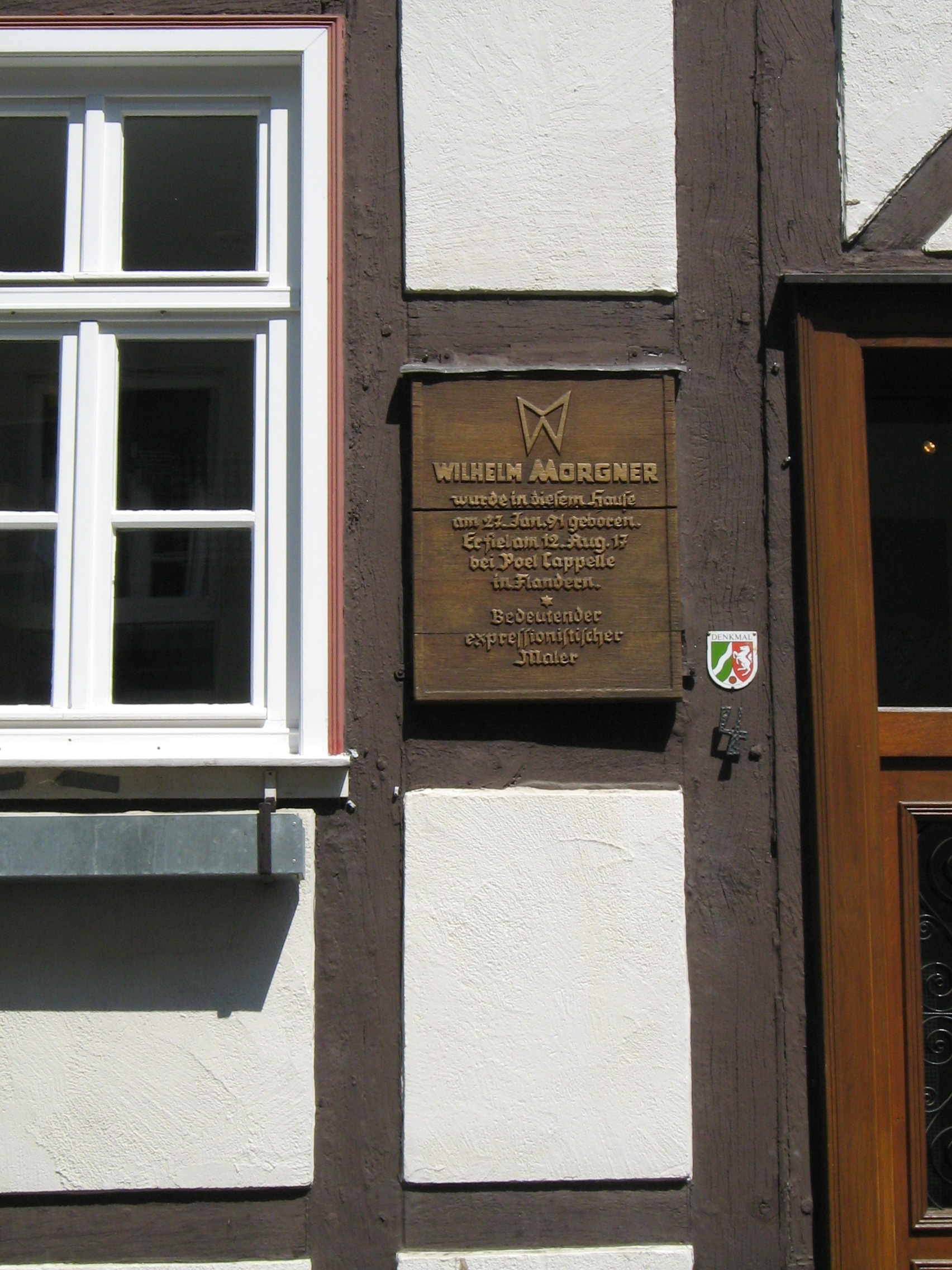
Gedenktafel am Morgner-Geburtshaus in Soest

## Werke in öffentlichen Sammlungen (Auswahl)
- 1910: Selbstbildnis IV (Gehrock), 1910, Öl auf Leinwand, 98 × 127 cm, Museum Wilhelm Morgner, Soest
- 1910: Fabriken, Öl auf Pappe, 84 × 68 cm, Museum of fine Arts, St. Petersburg, Florida, USA
- 1911: Der Holzarbeiter, 1911, Öl auf Leinwand, 197,5 × 143 cm, Museum Wilhelm Morgner, Soest
- 1911: Lehmarbeiter, Öl auf Pappe, 124 × 87 cm, Museum Kunstpalast, Düsseldorf
- 1911: Mutter und Kind auf grünem Grund, Öl auf Leinwand, 140 × 118 cm, LWL-Museum für Kunst und Kultur, Münster
- 1911: Der Mann auf dem Hügel, Öl auf Pappe, 124 × 87 cm, Gustav-Lübcke-Museum, Hamm
- 1911: Kreuzabnahme mit 2 schwarzgekleideten Männern, Öl auf Leinwand, 103 × 119 cm, Kunsthalle Recklinghausen
- 1911: Die Holzarbeiter, Tempera auf Pappe, Fragment 60,2 × 56,4 (ursprünglich 123 × 87 cm), Städtische Galerie im Lenbachhaus, München
- 1912: Astrale Komposition XIX, Öl auf Pappe, 100 × 75 cm, Wilhelm-Hack-Museum, Ludwigshafen am Rhein
- 1912: Phantasie, Tuschezeichnung, 39,6 × 59,9 cm, Stadtmuseum Güstrow
- 1912: Liebespaar, Kohlezeichnung, 48 × 62 cm, Kunstmuseum Albstadt
- 1912: Mutter und Kind, Holzschnitt, 58 × 40 cm, Kulturhistorisches Museum, Rostock
- 1912: Acker mit Weib, Holzschnitt, 37,7 × 58 cm, Märkisches Museum (Witten)
- 1912: Selbstbildnis, Tuschezeichnung, 48,3 × 60,5 cm, Los Angeles County Museum of Art, USA
- 1912: Landschaft II, Tuschezeichnung, 69,8 × 50,6 cm, British Museum, London
- 1912: Selbstbildnis X, Öl und Tempera auf Pappe, 75 × 100 cm, Staatsgalerie Stuttgart
- 1912: Selbstbildnis XI, Öl auf Pappe, 75 × 100 cm, Museum der Phantasie, Bernried
- 1912: Komposition Tempera X, Leimfarbe auf Pappe, 87 × 123 cm, Von-der-Heydt-Museum, Wuppertal
- 1912: Selbstbildnis XVI, Öl auf Pappe, 60 × 60 cm, Osthaus Museum Hagen
- 1912: Astrale Komposition II, Öl auf Pappe, 100 × 75 cm, Kunstmuseum Bochum
- 1912: Astrale Komposition VI, Öl auf Pappe, 100 × 75 cm, Städel Museum, Frankfurt am Main
- 1912: Astrale Komposition XI, Öl auf Pappe, 100 × 72 cm, Clemens-Sels Museum, Neuss
- 1912: Astrale Komposition, Öl auf Pappe, 100 × 75 cm, Nationalgalerie (Berlin)
- 1912: Einzug in Jerusalem, Öl auf Leinwand, 177 × 123 cm, Museum Ostwall, Dortmund
- 1913: Kreuzaufrichtung, Öl auf Pappe, 77 × 102 cm, Sprengel Museum, Hannover
- 1913: Zwei Gekreuzigte und Reiter, Aquarell, 26,4 × 20,2 cm, Lehmbruck-Museum, Duisburg
- 1913: Männer vor dem Gekreuzigtem, Öl auf Pappe, 85 × 123 cm, Kunsthalle Bielefeld
- 1913: Holzfäller, Aquarell, 27,9 × 22,9 cm, National Gallery of Art, Washington D.C., USA
- 1914: Der verlorene Sohn, Aquarell, 25,5 × 22 cm, Museum Ludwig, Köln
- 1915: Vor der Kirche, Tuschezeichnung, 18 × 24 cm, Kunstmuseum Bern
- 1916: Volksszene, Tuschezeichnung, 21,5 × 26 cm, Leopold-Hoesch-Museum, Düren
- 1916: Sitzende Frau mit 2 Kindern, Tuschezeichnung, 21,5 × 26,8 cm, Kunstsammlung der Universität Göttingen
- 1917: Große Kreuzigung, Kaltnadelradierung, postumer Druck, 24,4 × 18,5 cm, Albertina (Wien)
- 1920: In Memoriam Wilhelm Morgner, Mappe mit sieben Linolschnitten und einem Holzschnitt, postumer Druck, 48,3 × 63,5 cm, erschienen in der Galerie Alfred Flechtheim Düsseldorf, Mead Art Museum, Amherst, MA, USA

## Ausstellungen (Auswahl)
- Deutsche graphische Ausstellung Leipzig 1910.
- IV. Ausstellung der Neuen Secession Berlin November 1911.
- Der Blaue Reiter. Zweite Ausstellung der Redaktion „Der Blaue Reiter“. Schwarz-Weiss, München, 12. Februar bis 18. März 1912.
- Sonderbund Ausstellung 1912. Internationale Kunstausstellung des Sonderbundes westdeutscher Kunstfreunde und Künstler, Köln, 25. Mai bis 30. September 1912.
- Deutsche Graphik Ausstellung der Galerie „Der Sturm“, Hibiya-Kunstmuseum, Tokio März 1914.

postum
- Einzelausstellungen Morgners in der Galerie von Alfred Flechtheim, Düsseldorf 1920, 1929.
- Wilhelm Morgner. Villa Wessel 1993/1994 in Iserlohn.
- Wilhelm Morgner. Malerei 1910–1913. Ernst Barlach Haus, Hamburg, 12. Oktober 2014 bis 1. Februar 2015.
- Wilhelm Morgner. „Ungeheuerliche Farbwunder.“ Malerei 1910–1913. Paula Modersohn-Becker Museum, Bremen, 15. Februar bis 14. Juni 2015.
- Wilhelm Morgner und die Moderne. Sonderausstellung im LWL-Museum für Kunst und Kultur, Münster, 13. November 2015 bis 6. März 2016.
- Wilhelm Morgner – „Die Soester halten meine Bilder für ganz verrücktes Zeug.“ Museum Wilhelm Morgner, Soest, 19. Juni 2016 bis 7. August 2016.
- Wilhelm Morgner. Chabot Museum Rotterdam, 28. Juni 2016 bis 25. September 2016.